# سمسیئیت

## تاریخچه
سمسیئیت (به انگلیسی: Semseyite) با فرمول شیمیایی Pb9Sb8S21 از مجموعه کانی هاست و  با آب تمیز می‌شود کانی مشابه آن پلاژیونیت که با عکس العمل های شیمیایی قابل تفکیک است. از نام کلکسیونر مجارستانی کانیها به نام A.Semsey گرفته شده‌است. 

## ویژگی های شیمیایی
داری فعل و انفعال با HCL و HNO۳ - با آب تمیز می‌شود. Pb:۵۳٫۱۰٪  Sb:۲۷٫۷۳٪  S:۱۹٫۱۷٪  برای اولین بار در رومانی کشف شد و از نظر شکل بلور: پهن و کوتاه - منشوری - ماکله، رنگ: سیاه، شفافیت: کدر (اپاک)، جلا: فلزی، رخ: خوب - مطابق با سطح، سیستم تبلور: مونوکلینیک و در رده‌بندی سولفور است  و منشأ تشکیل آن هیدروترمال است.

## ویژگی های زمین شناسی
همایند کانی‌شناسی (پارانژ) آن پلاژیونیت- استیبین- پیرروتیت است
از نظر ژیزمان  بلوری - تجمع گلوله‌ای با رشته‌های شعاعی 

## کمیاب بودن
تقریباْ کمیاب ; آلمان، رومانی و بولیوی یافت می‌شود.

## منبع
- پردیس کشاورزی ایران